# Абастумани
Абастумани (груз. აბასთუმანი) је летовалиште и лечилиште у јужној Грузији на надморској висини од 1250 до 1450 метара. Налази се у подручју Аџаро-Имеретинског горја.
У Абастуманију постоје тремални извори са температуром од 40—45 °C. Место има 937 становника (2014. god). У близини је астрофизичка опсерваторија.
По овом месту име је добио астероид 1390 Абастумани откривен 3. октобра 1935. године.